# Ion Tâlvan
Ion Tâlvan (n.  ?) a fost un actor român de teatru și film, distins cu titlul de Artist Emerit (1964).

## Activitatea teatrală
În calitate de societar al Teatrului Național din Cluj, Ion Tâlvan a organizat în 1940 un turneu cu piesele Româncuța, Medalionul și Moartea civilă, prezentate la Râmnicu Vâlcea (27 mai), Caracal (28 mai), Târgu Jiu (30 mai) și Slatina (31 mai).
Ca regizor, Ion Tâlvan a pus în scenă în martie 1963 piesa Strigoii de Henrik Ibsen, la Naționalul clujean.
A fost căsătorit cu artista emerită Magda Tâlvan.

## Filmografie
- Gaudeamus igitur (1965)
- Meandre (1967) - academician

## Distincții
- titlul de Artist Emerit al Republicii Populare Romîne (13 ianuarie 1964) „pentru merite deosebite în activitatea desfășurată in domeniul teatrului, muzicii și artelor plastice”[4]
- Ordinul Meritul Cultural clasa a II-a (28 noiembrie 1969) „pentru activitate îndelungată și merite deosebite în domeniul artei dramatice, cu prilejul împlinirii a 50 de ani de la înființarea Teatrului Național din Cluj”[5]